# Federacija Južnoarabijskih Emirata
Federacija Južnoarabijskih Emirata (arapski: اتحاد إمارات الجنوب العربي) bila je Britanska politička tvorevina (protektorat) koja je naslijedila dotadašnju tvorevinu Protektorat Aden na jugu Arapskog poluotoka.
Ta formalno neovisna država osnovana je od strane prvih 6 država članica 11. veljače 1959. njoj se kasnije pridružilo još devet država do njezinog kraja 4. travnja 1962. kad se ta tvorevina pretvorila u Južnoarapsku Federaciju, kojoj se pridružila Kolonija Aden 13. siječnja 1963. iz nje je kasnije nastao Južni Jemen. Danas je teritorij tog bivšeg protektorata dio države Jemen.

## Države osnivači
- Sultanat Audali
- Emirat Bejhan
- Emirat Dala
- Sultanat Fadli
- Sultanat Donja Jafa
- Šeikat Gornji Aulaki

## Države koje su se kasnije priključile
- Šeikat Alavi
- Šeikat Akrabi
- Šeikat Datina
- Sultanat Haushabi
- Sultanat Lahij
- Sultanat Donji Aulaki
- Šeikat Muflihi
- Šeikat Shaib
- Vahidski Sultanat Balhaf

## Pogledajte i ovo
Protektorat Aden